# Classe 500 (motovedetta)
Le motovedette classe 500  sono un tipo di motovedetta in dotazione al Corpo delle capitanerie di porto - Guardia Costiera della Repubblica Italiana.
Sono così chiamate per via del distintivo ottico loro assegnato, sono delle unità costiere entrate in servizio tra il 1997 e il 2010 e sono tra le unità più numerose tra i tipi di motovedetta in servizio. Ne sono state costruite 66 e circa 32 unità sono in servizio. Il 6 giugno 2018, il Parlamento italiano ha approvato il decreto che cede 10 unità alla Guardia costiera libica. 

## Costruzione
Le motovedette sono state costruite in più lotti in periodi diversi presso i Cantieri Navali del Golfo di Gaeta, Cantieri Tencara di Venezia e Cantieri Stanisci di Taranto.
Le unità della classe sono entrate in servizio tra il 1997 ed il 2009.
Prodotte in 65 unità con distintivo ottico che va da CP 524 a CP 571.

## Caratteristiche generali
Costruite in vetroresina e con lunghezza di circa 10 m. La unità raggiungono una  velocità massima di 34 nodi. 
Hanno un'autonomia di oltre 200 miglia con propulsione  ad elica o ad idrogetto spinti da 2 motori diesel della Isotta Fraschini L1306T2MLL da 320 Kw cadauno. L'equipaggio è composto da 3 persone.